# 万隆乡 (开封市)
万隆乡，是中华人民共和国河南省開封市祥符区下辖的一个乡镇级行政单位。

## 行政区划
万隆乡下辖以下地区：
万隆村、谢庄村、中岗村、余元村、大高庙村、华阳寺村、田庄村、金伯杨村、青岗村、李连村、杨楼村、苏贾庄村、南午天村、小高庙村、荆科村、周甫村、河水村、大李庄村、代庄村、四合村、南刘村、大孟昶村、北刘村、大辛庄村、乔砦村、朱砦村、南杨村和三赵村。